# Marija Vogrič
Marija Vogrič, slovenska pisateljica, pedagoginja, publicistka, družbenopolitična in kulturna delavka, režiserka, * 4. april 1932, Jazne na Cerkljanskem, † 18. marec 2016, Koper.

## Življenje
Pred drugo svetovno vojno je obiskovala italijansko osnovno šolo v Otaležu in Idriji pri Baču, po vojni pa nižjo gimnazijo v Cerknem in Postojni. V letih 1958-61 je končala Dopisno ekonomsko šolo v Kopru. Leta 1964 je diplomirala na Visoki šoli za politične vede v Ljubljani. Kasneje se je vpisala na Fakulteto industrijske pedagogike na Reki, kjer je leta 1978 diplomirala.
Leta 1949 se je zaposlila na Poverjeništvu za notranje zadeve v Ilirski Bistrici. Nazadnje pa – do upokojitve – na Obalni delavski univerzi Ivan Regent v Kopru, kjer je bila direktorica. Leta 1984 se je upokojila. 
Živela je v Kopru, del leta pa prebila v Črnem Vrhu nad Idrijo, kjer je veliko časa preživela s konji, ki so imeli pomemben vlogo pri njenem literarnem ustvarjanju.
Preminila je 18. marca 2016 v Kopru.

## Delo
S pisanjem se je začela ukvarjati med 2. svetovno vojno.
Njene pesmice in igrice so recitirali in igrali na mladinskih mitingih (nastopala je tudi sama). Pisala je tudi črtice, reportaže iz življenja mladinskih delovnih brigad, satirične zapise, romane (Ljudje bojo ostali, Zaznamovani, Neptunov krst, Vojna iz ljubezni, mladinski roman Za šus prodam mater) in mladinske pripovedi (Sonce v zenitu, Prva ljubezen, Molitev nekega psa). Prvi literarni prispevek je bil objavljen v knjigi Tako je bilo trpljenje. Kasneje je objavljala članke v Mladini, Delu idr.
V pisanje je vključuevala svoje osebne, čustveno obarvane izkušnje. Njena zavzetost je bila vedno na strani poraženih, izločenih, krivično odrinjenih malih ljudi.

## Filmska dela
- Ko je bilo najtežje biti človek (1987)
- Rastemo v svobodi in miru
- Bo ta svet še človekov dom (1987)
- Molitev nekega psa (1987)
- Sin, za kmeta se boš šolal
- Prva ljubezen (2000)
- Na krilih kentavrov (2004)
- Indijanski šov (2008)

## Nagrade
- Žagarjeva nagrada
- Red dela s srebrnim vencem
- Srebrna plaketa Skupščine občine Koper
- Priznanje Primorskih novic ob 30-letnici
- Priznanje Andragoškega društva Slovenije